# Mount Terry Fox
Mount Terry Fox är ett berg i Kanada.   Det ligger i provinsen British Columbia, i den centrala delen av landet, 3 200 km väster om huvudstaden Ottawa. Toppen på Mount Terry Fox är 2 643 meter över havet, eller 650 meter över den omgivande terrängen. Bredden vid basen är 9,6 km.
Terrängen runt Mount Terry Fox är bergig västerut, men österut är den kuperad. Trakten runt Mount Terry Fox är nära nog obefolkad, med mindre än två invånare per kvadratkilometer.. Närmaste större samhälle är Valemount, 11,2 km söder om Mount Terry Fox.